# Always Look on the Bright Side of Life
Always Look on the Bright Side Of Life är en låt med Monty Python som skrevs speciellt för filmen Ett herrans liv (Life of Brian) från 1979. Låten skrevs av Eric Idle, som även sjunger den. Låten blev snabbt väldigt populär och sjungs ofta vid sportevenemang, begravningar och dylikt. Idle framförde själv låten vid avslutningsceremonin för de Olympiska sommarspelen i London den 12 augusti 2012.
Sången kan ses som en parodi på en typ av sång som har förekommit i olika Disneyproduktioner. En av de mer kända versionerna är Give a Little Whistle från Pinocchio.

## Bakgrund
Monty Python försökte komma på ett bra och roligt slut till filmen Ett herrans liv (Life of Brian), och då kom Eric Idle med förslaget att avsluta filmen med sången Always Look on the Bright Side Of Life. Han hade skrivit den och de andra medlemmarna höll med om att det var en bra idé att använda den till filmen. Han övade på sången under en inspelningspaus och kom fram till att det passade bättre att sjunga sången på ett mer "visslande" sätt. Det blev den versionen som användes i filmen, och det är än idag en av Monty Pythons mest kända låtar. 

## Ett herrans liv
Brian Cohen (spelad av Graham Chapman) döms till döden genom korsfästelse efter att ha deltagit i en kidnappning. Räddningsaktioner genomfördes, men alla misslyckades. Då försöker Eric Idles karaktär, som också blivit korsfäst, att muntra upp Brian genom att sjunga Always Look on the Bright Side Of Life för honom. Totalt blev 140 personer korsfästa i filmen, men bara 23 kors syns i bild. Snart börjar även de andra som blivit korsfästa att sjunga med och vissla. En instrumental version av sången spelas under eftertexterna. 

## Efter Ett herrans liv
Graham Chapman dog den 4 oktober 1989. De återstående Monty Python-medlemmarna samt Chapmans familj sjöng Always Look at the Bright Side Of Life på begravningen. År 2005 gjordes en undersökning som visade att Bright Side Of Life är den tredje mest populära sången att spela på begravningar i Storbritannien.
Låten blev populär igen under början av 90-talet. Filmen hade uppnått kultstatus och låten började spelas under fotbollsmatcher. Simon Mayo, en DJ på BBC Radio 1, fick kännedom om detta och började spela den på radio. Låten blev så populär att EMI fick trycka upp en ny singel med låten, som släpptes i september 1991. På singeln fanns även låtarna I Bet They Won't Play This Song on the Radio och I'm So Worried. Singeln klättrade upp för listorna och hamnade på topp tio i oktober. Eric Idle gjorde ett kaotisk framträdande med sången på Top of the Pops. Idle spelade även in en alternativ radioversion av sången. Den versionen släpptes även på CD, kassett och vinyl. 
Under avslutningsceremonin för de Olympiska sommarspelen i London den 12 augusti 2012 fick Idle äran att framföra låten inför ett fullsatt  Olympiastadion och miljontals TV-tittare.

## Coverversioner
- Harry Nilsson tolkade låten på sitt album Flash Harry år 1980.
- År 1997 spelade Art Garfunkel in låten speciellt för filmen Livet från den ljusa sidan. I filmen får man även höra Jack Nicholson sjunga sången.
- Green Day har tolkat låten.
- Det tyska hårdrocksbandet J.B.O. har tolkat låten. De ändrade både texten och titeln till Always Look on the Dark Side of Life. Låten finns med på deras album Sex Sex Sex.